# Secondamento
Il secondamento è l'ultima fase del parto e consiste nell'espulsione della placenta e di tutti gli annessi fetali (membrane amnio coriali e funicolo).

## Caratteristiche
Avviene nel momento finale del parto, circa quindici - trenta minuti dopo la nascita dell'infante, iniziano nuovamente piccole contrazioni uterine che favoriscono il distacco e l'espulsione di placenta e parti annesse, insieme con una modesta quantità di sangue; possono manifestarsi emorragie.
In caso di pericolo, o se il parto stesso perdura per più di un’ora, può essere eseguito manualmente mediante Manovra di Brandt-Andrews, mentre esistono anche particolari farmaci che ne facilitano la riuscita.
Il mancato secondamento comporta ritenzione placentare allorquando le membrane fetali siano ancora presenti 24 ore dopo il parto.